# Reinkaos
Reinkaos (stilizirano REINKAΩS) treći je i posljednji studijski album švedskog black metal-sastava Dissection. Njegova nezavisna diskografska kuća Black Horizon Music objavila ga je 30. travnja 2006.

## Glazbeni stil i tekstovi
Album je nadahnutiji melodičnim death metalom i tradicionalnim heavy metalom od prijašnjih Dissectionovih albuma, no prema riječima Decibelova novinara Chrisa D. i dalje "zvuči kao Nödtveidt i kao Dissection". Tekstovi odražavaju okultna načela organizacije Misanthropic Luciferian Order; Nödtveidt je izjavio da su "utemeljeni na invokacijama i formulama kojima se prizivaju sile koje [ti tekstovi] predstavljaju. Tijekom skladanja pjesama upotrijebljena je okultna glazbena teorija i tako je simbolički izmijenjena njihova struktura. Također su nadahnute znanstvenim idejama kao što je teorija struna i slično. Sve su te pjesme napisane tako da zvukovi i vibracije predstavljaju antikozmičko sredstvo; sve su svjesno napisane da bi bile plovila za te sile."

## Popis pjesama
Tekstovi i glazba: Jon Nödtveidt i Frater Nemidial. 
| 1.    | »Nexion 218«                        | 1:32 |
| 2.    | »Beyond the Horizon«                | 5:20 |
| 3.    | »Starless Aeon«                     | 3:59 |
| 4.    | »Black Dragon«                      | 4:48 |
| 5.    | »Dark Mother Divine«                | 5:44 |
| 6.    | »Xeper-i-Set«                       | 3:08 |
| 7.    | »Chaosophia«                        | 0:41 |
| 8.    | »God of Forbidden Light«            | 3:42 |
| 9.    | »Reinkaos« (instrumentalna skladba) | 4:43 |
| 10.   | »Internal Fire«                     | 3:20 |
| 11.   | »Maha Kali«                         | 6:04 |
| 43:01 |                                     |      |

## Recenzije
Eduardo Rivadavia s mrežnog mjesta AllMusic dodijelio mu je tri zvjezdice od njih pet i izjavio da se sastoji od "pjesama melodičnog death metala i melodičnog black metala umjerena tempa koji podsjeća na skupinu tijekom devedesetih godina i na njezine švedske kolege kao što su In Flames, Dark Tranquillity i ostali (to se poglavito odnosi na pjesme "Starless Aeon" i "God of Forbidden Light"), što nagovještava da je Nödtveidt ili propustio bezbrojne stilske promjene do kojih je došlo dok je bio u zatvoru ili im se odupro. Neka vam zato to pomogne u odluci hoćete li prihvatiti ugrađeno, neizbježno ozračje nostalgije na Reinkaosu ili ga posve odbaciti." Istu je ocjenu albumu dao recenzent Chad Bowar, koji je u svojoj recenziji za About.com napisao: "Dissection je u 2006. godini melodični death metal sastav. U manjoj su mjeri prisutni utjecaji black metala, ali ni blizu kao na ranijim albumima. Danas više zvuči poput In Flamesa [...]. Mnogi su osudili njegov novi zvuk, ali kad se uzme za ono što jest, radi se o solidnom albumu melodičnog death metala. Rifovi su pametni, a melodije zanimljive. Drugi je par rukava hoće li u to moći uvjeriti i starije obožavatelje Dissectiona."

## Zasluge
| Dissection - Jon Nödtveidt – vokali, gitara - Set Teitan – prateći vokali, gitara - Tomas Asklund – bubnjevi Dodatni glazbenici - Brice Leclercq – bas-gitara - Erik Danielsson – prateći vokali, dizajn - Whiplasher – prateći vokali - Nyx 218 – vokali (na pjesmi "Maha Kali") | Ostalo osoblje - Nightmare Industries – produkcija, tonska obrada, miksanje - Skinny – dodatna tonska obrada - Håkan Åkesson – masteriranje - T. Ketola – ilustracije, oblikovanje slova - Wiebke Rost – fotografija - Mikael Hylin – fotografija - Shelley Jambresic – fotografija |